# Xuanxue

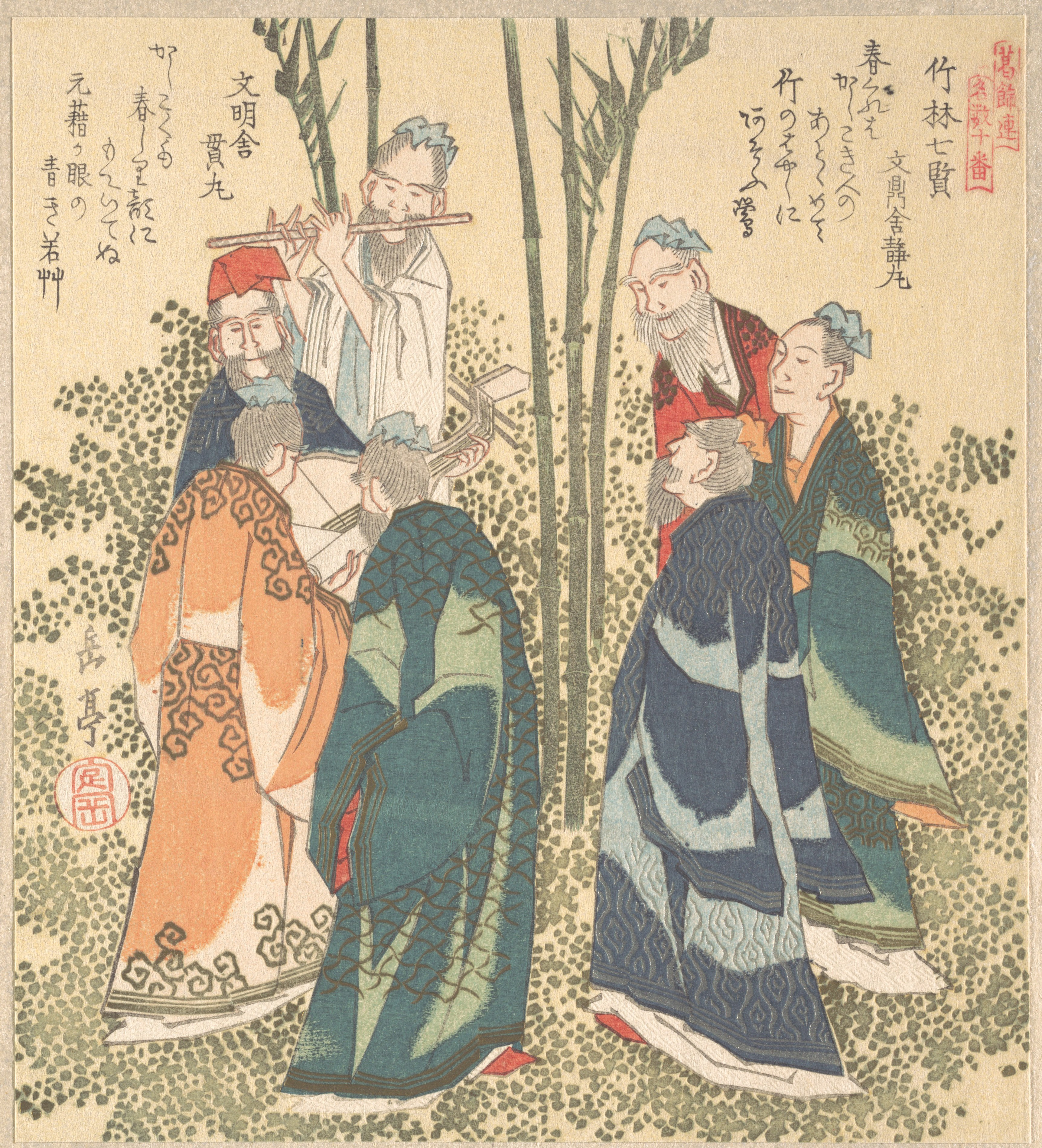
Els "Set savis de l'arbreda de bambú", representants idealitzats d'aquesta escola

Xuanxue (xinès tradicional: 玄學, xinès simplificat: 玄学, pinyin: Xuánxué, Wade-Giles: Hsüan-hsüeh, literalment 'estudi dels misteris'), també conegut com a neotaoisme (o neodaoisme) o taoisme tardà, va ser una de les escoles centrals del pensament xinès entre els segles iii i VI. Probablement té les seves arrels en idees desenvolupades per membres de l'Acadèmia Jixia (segle iv aC). Els pensadors d'aquesta escola van combinar elements del taoisme i el confucianisme, i van reinterpretar textos filosòfics bàsics com el Yijing, el Daodejing (comentat per Wang Bi) i el Zhuangzi (comentat per Guo Xiang)

## Significat del mot
El nom està compost pel mot xuan 玄, que apareix en el primer capítol del Daodejing, i que es pot traduir per 'negre, fosc, misteriós, profund, recòndit, arcà', i per xue 学, traduïble per 'estudiar, aprendre, aprenentatge'. En l'ús modern del xinès estàndard, xuanxue pot significar tant 'neotaoisme' com 'budisme', 'metafísica', 'espiritualitat' o 'mística'.

## Història
La dinastia Han, que va durar quatre segles, va garantir una estabilitat econòmica, política i cultural que va afavorir el confucianisme. Quan va caure aquesta dinastia, però, va començar una època d'inestabilitat que va fer sorgir unes actituds més individualistes, les quals van propiciar un ressorgiment del taoisme així com l'arrelament del budisme, que va arribar des de l'Índia. Alhora, el taoisme popular va començar a "contaminar" el taoisme intel·lectual.
Els comentaristes dels textos taoistes d'aquesta època van desenvolupar alguns dels conceptes taoistes ja establerts, però sovint amb un discurs encara més críptic, com per exemple Guo Xiang († 312) i Xiang Xiu (221-300). Alguns d'aquests pensadors van debatre amb els budistes, i d'aquest debat va sorgir la versió xinesa del budisme (o budisme Chan).
L'actitud d'esperit lliure i d'espontaneïtat propi d'aquesta escola, que contrastava amb el rigor dels confucianistes, també va destacar en la poesia de l'època. Els anomenats 'Set Savis de l'Arbreda de Bambú' en són una representació idealitzada.